# Glasberg (Darmstadt)
Der Glasberg ist ein 206,1 m ü. NHN hoher Berg im nordwestlichen Odenwald, östlich von Darmstadt.

## Beschreibung
Der Glasberg liegt in der Waldgemarkung Darmstadt und ist stark bewaldet. Er besteht teilweise aus Kriegsschutt, der unmittelbar nach dem Zweiten Weltkrieg aufgeschüttet wurde. Nördlich des Glasbergs befindet sich das Oberfeld. Westlich des Bergs verläuft die Erbacher Straße. Südlich des Glasbergs befindet sich die Aschaffenburger Straße und die B 26 sowie die Museumseisenbahntrasse.

## Toponyme
1. undatiert: Der Glasberg
2. heute: Glasberg

## Etymologie
Althochdeutsch und Mittelhochdeutsch glas mit der Bedeutung Glas, Bernstein.
Wahrscheinlich bezieht sich der Name auf eine helle, glänzende Bodenfarbe oder eine Lichtspiegelung.